# Michael Showers (criminoso)
Michael Showers (Liverpool, 14 de julho de 1945) é um criminoso (conhecido como o "Godfather")  inglês.
Traficante da comunidade de Toxteth (bairro da cidade de Liverpool), Showers foi preso na década de 1980 quando negociava uma rota de heroína no Reino Unido e condenado a 20 anos de prisão. Em 2010 foi preso, novamente e agora na Turquia, em operação conjunta entre a polícia local e a Agência Britânica de Crimes Organzados.